# Provinz Galápagos

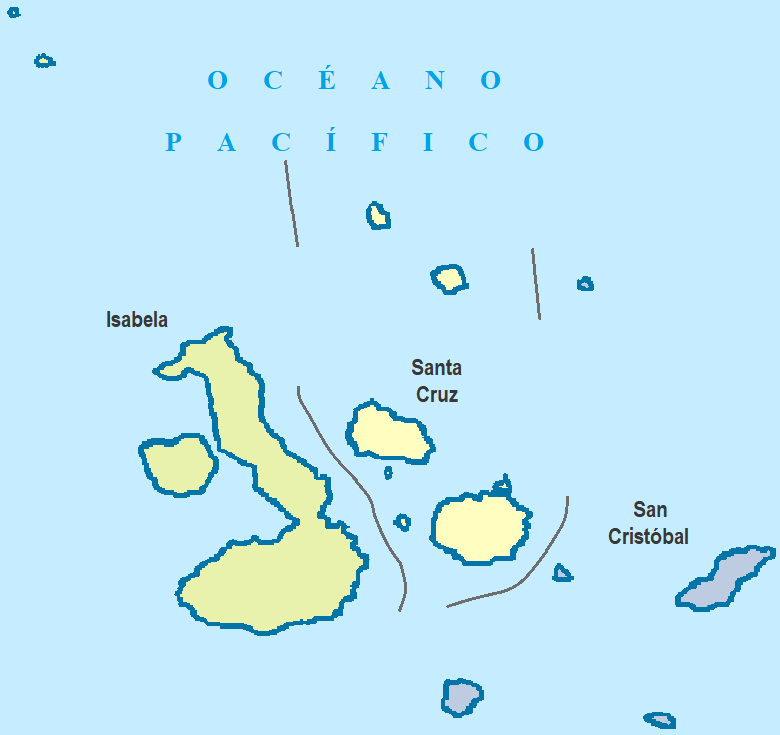
Karte der Kantone

Die Provinz Galápagos (span. Provincia de Galápagos) ist seit 1973 offiziell eine ecuadorianische Provinz mit der auf San Cristóbal gelegenen Hauptstadt Puerto Baquerizo Moreno. Die Provinz besteht aus dem Archipel der Galápagos-Inseln und hat wie dieser eine Landfläche von etwa 8200 km². Bereits 1861 und 1957 waren Schritte unternommen worden, Galápagos zu einer Provinz zu erheben, diese waren aber nicht nachhaltig gewesen.

## Verwaltungsgliederung
Die Provinz Galápagos ist administrativ in drei Kantone gegliedert, die sich weiter in acht parroquias untergliedern. Die parroquias werden weiter in recintos gegliedert.
Kanton San Cristóbal mit der Provinzhauptstadt und dem Kantonsverwaltungssitz Puerto Baquerizo Moreno
zum Kanton gehören unter anderem auch die Inseln Española, Floreana (Santa María), Genovesa und Santa Fe.
Parroquia urbana („städtisches Kirchspiel“):
- Puerto Baquerizo Moreno

Parroquias rurales („ländliches Kirchspiel“):
- El Progreso
- Santa María

Kanton Isabela mit dem Verwaltungssitz Puerto Villamil
 zum Kanton gehören unter anderem die Inseln Darwin, Fernandina, Wolf
Parroquia urbana:
- Puerto Villamil
  - Las Merceditas
  - San Antonio de los Tintos
  - Cerro Azul
  - Alemania

Parroquia rural:
- Tomás de Berlanga (Santo Tomás)

Kanton Santa Cruz mit dem Verwaltungssitz Puerto Ayora
zum Kanton gehören unter anderem die Inseln Marchena, Pinta, Pinzón, Rábida, San Salvador, Baltra und Seymour Norte.
Parroquia urbana:
- Puerto Ayora

Parroquias rurales:
- Bellavista
  - Bellavista
  - El Cascajo
  - El Camote
  - Guayabillos
  - Miramar
- Santa Rosa

## Bevölkerung
Entwicklung der Einwohnerzahl der Provinz Galápagos bei landesweiten Volkszählungen zum jeweiligen Gebietsstand:
| Jahr                    | Einwohner | +/-     |
| ----------------------- | --------- | ------- |
| 1950                    | 1.346     | –       |
| 1962                    | 2.391     | 77,6 %  |
| 1974                    | 4.037     | 68,8 %  |
| 1982                    | 42.156    | 944,2 % |
| 1990                    | 9.785     | −76,8 % |
| 2001                    | 18.640    | 90,5 %  |
| 2010                    | 25.124    | 34,8 %  |
| 2022                    | 28.583    | 13,8 %  |
| Datenherkunft: Wikidata |           |         |

Nach dem Zensus von 2010 hatte die Provinz Galápagos 25.124 Einwohner, die sich wie folgt auf die drei Kantone bzw. acht parroquias verteilen:
- Kanton San Cristóbal: 7475 Einwohner
  - Parroquia Puerto Baquerizo Moreno: 6672 Einwohner
  - Parroquia El Progreso: 658 Einwohner
  - Parroquia Isla Santa María: 145 Einwohner

- Kanton Isabela: 2256 Einwohner
  - Parroquia Puerto Villamil: 2092 Einwohner
  - Parroquia Tomas de Berlanga: 164 Einwohner

- Kanton Santa Cruz: 15.393 Einwohner
  - Parroquia Puerto Ayora: 11974 Einwohner
  - Parroquia Bella Vista: 2425 Einwohner
  - Parroquia Santa Rosa: 994 Einwohner